# Slimeageddon
Slimeageddon – pierwszy minialbum kanadyjskiego producenta muzycznego Snailsa, wydany 7 grudnia 2018 roku przez SLUGZ Music.

## Lista utworów
1. "Ravn" - 3:47
2. "Crank Bass" (feat. Liam Cormier) - 4:28
3. "Bonkers" (feat. Sirah) - 3:31
4. "Follow Me" (Snails & Adventure Club feat. Sara Diamond) - 3:02
5. "Redline" (Snails & Boogie T) - 3:54
6. "Snailephant" (Snails & Wooli) - 2:59
7. "Magnets" (Zeds Dead & Snails feat. Akylla) - 4:19